# Twilight of the Dark Master
Twilight of the Dark Master (яп. 支配者の黄昏 Сихаися но тасогарэ) — манга Саки Окусэ, публиковавшаяся в журнале Wings в 1991 году, и её вышедшая в 1998 году OVA-адаптация студии Madhouse.

## Сюжет
2019 год, город Синдзюку. На улицах появился наркотик, превращающий мужчин в убийц-каннибалов, охотящихся за женщинами. Девушка Сидзука оказывается жертвой своего любовника Эйдзи. Она нанимает для расследования обладающего псионическими способностями Цунами Сидзё, который выясняет, что за всем этим скрываются они, демоны из японского фольклора.
В аниме действие разворачивается в Нео-Синдзюку в 2089 году.

## Критика
Манга выполнена в стиле Хидэюки Кикути. Её основные элементы — демоны, битвы, заговоры — типичны для жанра. Рисунок в манге простой, например, для зданий используются готовые скринтоны.
Аниме дебютировало на первом месте в топе продаж после его выхода. Режиссёр Акиюки Симбо не смог реализовать детальный  дизайн персонажей. По мнению ряда критиков, анимация и музыка были выполнены качественно, но сюжет не захватывал. Как и в Doomed Megalopolis, монстр, терроризирующий город, оказывается пешкой в руках истинного зла. Аниме похоже на многие другие работы эпохи, но многое в нём выполнено технически лучше.